# Imperialismo russo
Imperialismo russo é o termo que se refere a política e a ideologia do poder exercido pela Rússia, bem como seus estados antecedentes, sobre outros países e territórios externos. Isso inclui as conquistas do Império Russo, as ações de expansão da URSS (já que a Rússia é considerada seu principal Estado sucessor), bem como as da moderna Federação Russa.

## Ideologias do imperialismo russo
A expansão territorial do Império Russo deu aos governantes autocráticos da Rússia legitimidade adicional, ao mesmo tempo em que deu à população subjugada uma fonte de orgulho nacional. A legitimação do império foi posteriormente feita por meio de diferentes ideologias. Após a Queda de Constantinopla, Moscou nomeou-se a terceira Roma, seguindo o Império Romano e o Império Bizantino. Em um panegírico ao grão-duque Basílico III composta em 1510, o monge russo Filoteu de Pskov proclamou: "Duas Romas caíram. A terceira permanece. E não haverá quarta. Ninguém substituirá seu czarismo cristão!". Isso levou ao conceito de uma nação russa ortodoxa messiânica como a Santa Rússia. A Rússia alegou ser a protetora dos cristãos ortodoxos quando se expandiu para os territórios do Império Otomano durante guerras como a Guerra da Crimeia.
Após a vitória da coalizão monárquica nas Guerras de Coalizão, a Rússia promulgou a Santa Aliança com a Prússia e a Áustria para restabelecer o direito divino dos reis e os valores cristãos na vida política europeia, conforme desejado por Alexandre I devido a influência de sua conselheira espiritual, a baronesa Barbara von Krüdener. Foi escrito pelo czar e editado por Ioannis Kapodistrias e Alexandru Sturdza. No primeiro rascunho, o czar Alexandre I fez apelos ao misticismo por meio de uma proposta de império cristão unificado, com um exército imperial unificado, que foi visto como desconcertante pelas outras monarquias. Após a revisão, uma versão mais pragmática da aliança foi adotada pela Rússia, Prússia e Áustria. O documento foi chamado de "um apocalipse da diplomacia" pelo diplomata francês Dominique-Georges-Frédéric Dufour de Pradt. A Santa Aliança foi amplamente usada para suprimir a dissidência interna, censurando a imprensa e fechando parlamentos.
Sob Nicolau I, a mescla de ortodoxia, autocracia e nacionalidade se tornou a ideologia oficial do estado. Isso exigia que a Igreja Ortodoxa assumisse um papel essencial na política e na vida, exigia um governo central de um único autocrata ou governante absoluto e proclamava que o povo russo era o único capaz de unificar um grande império devido a "características especiais". Semelhante ao direito divino dos reis mais amplo, o poder do imperador seria visto como capaz de resolver quaisquer contradições no mundo e criar uma "ordem celestial" ideal. O historiador britânico Geoffrey Hosking argumentou que a ideologia tinha falhas importantes em dois de seus principais pilares, já que a igreja era totalmente dependente e submissa ao estado, e o conceito de nacionalidade era subdesenvolvido porque muitos oficiais eram alemães bálticos e as ideias revolucionárias dos Estados-nação eram um "eco abafado" em um sistema que se baseava na servidão. Na prática, isso deixou a autocracia como o único pilar viável.
No século XIX, o pan-eslavismo tornou-se uma nova teoria de legitimação do império. A ideia do mundo russo tornou-se um conceito-chave e a construção de nação imperial da nacionalidade "pan-russa" foi abraçada por muitos súditos imperiais (incluindo judeus e alemães) e serviu como a fundação do Império. Ele ganhou importância política pela primeira vez perto do final do século XVIII como um meio de legitimar as reivindicações imperiais russas aos territórios orientais da dividida Comunidade Polaco-Lituana. Após a Revolta de Janeiro, o governo russo tornou-se extremamente determinado a dar fim em todas as manifestações separatistas. Na segunda metade do século XIX, os publicitários russos adotaram e transformaram a ideologia do pan-eslavismo.

## Expansão colonial russa
A partir do século XVI, a Rússia conquistou, em média, um território do tamanho dos Países Baixos todos os anos durante 150 anos.

### Sibéria e o Extremo Oriente
O expansionismo russo se beneficiou em grande parte da proximidade da Sibéria quase desabitada, que foi gradualmente conquistada pela Rússia desde o reinado de Ivan, o Terrível (1530-1584). A colonização russa da Sibéria e a conquista de seus povos indígenas foram comparadas à colonização europeia das Américas e seus nativos, com impactos negativos semelhantes sobre os nativos e a apropriação de suas terras. Entretanto, outros pesquisadores consideram que a colonização da Sibéria diferiu da colonização europeia por não resultar em despovoamento nativo, bem como por fornecer emprego remunerado e integrar a população indígena à sociedade dos colonos. O Pacífico Norte também se tornou alvo de uma expansão semelhante, estabelecendo o Extremo Oriente Russo.
Em 1858, durante a Segunda Guerra do Ópio, a Rússia fortaleceu e eventualmente anexou a margem norte do rio Amur e a costa até a fronteira coreana da China nos "tratados desiguais" do Tratado de Aigun e na Convenção de Pequim. Durante o Levante dos Boxers, o Império Russo invadiu a Manchúria em 1900, e o massacre de Blagoveshchensk ocorreu contra residentes chineses no lado russo da fronteira. Além disso, o império às vezes controlava os territórios de concessão na China.

### Ásia central
A conquista russa da Ásia Central ocorreu ao longo de várias décadas. Em 1847-1864, russos cruzaram a estepe cazaque oriental e construíram uma linha de fortes ao longo da fronteira norte do Quirguistão. Em 1864-1868, eles se mudaram para o sul do Quirguistão, capturaram Tasquente e Samarcanda e dominaram os canatos de Cocande e Bucara. O próximo passo foi transformar esse "triângulo" em um "retângulo" atravessando o Mar Cáspio. Em 1873, os russos conquistaram Quiva e, em 1881, tomaram o Turcomenistão ocidental. Em 1884, tomaram o oásis de Merve e o leste do Turquemenistão. Em 1885, a expansão para o sul em direção ao Afeganistão foi bloqueada pelos britânicos. Em 1893-1895, os russos ocuparam as altas montanhas Pamir no sudeste. De acordo com o historiador Alexander Morrison, "a expansão da Rússia para o sul através da estepe cazaque até os oásis ribeirinhos do Turquestão foi um dos exemplos mais rápidos e dramáticos de conquista imperial do século XIX".
No sul, o Grande Jogo foi um confronto político e diplomático que existiu durante a maior parte do século XIX e início do século XX entre o Império Britânico e o Império Russo sobre a Ásia Central e Meridional. A Grã-Bretanha temia que a Rússia planejasse invadir a Índia e que esse fosse o objetivo da expansão russa na Ásia Central, enquanto a Rússia continuava conquistando a última. De fato, vários planos de invasão russa da Índia no século XIX são atestados, incluindo os planos Duhamel e Khrulev da Guerra da Crimeia, entre planos posteriores que nunca se materializaram.
O historiador A. I. Andreyev afirmou que, "nos dias do Grande Jogo, a Mongólia era objeto de invasão imperialista pela Rússia, assim como o Tibete era para os britânicos". Na Convenção anglo-russa de 1907, os impérios encerraram oficialmente sua rivalidade no Grande Jogo para se concentrar em se opor ao Império Alemão, dividindo o Irã em uma porção britânica e uma russa. Em 1908, a Revolução Constitucional Persa procurou estabelecer uma sociedade civil democrática no Irã, com um Majilis eleito, uma imprensa relativamente livre e outras reformas. O Império Russo interveio na Revolução Constitucional Persa para apoiar o Xá e as facções reacionárias. A Rússia já havia estabelecido a Brigada Cossaca Persa em 1879, uma força que era liderada por oficiais russos e serviu como um veículo para a influência russa no Irã e, em 1908, cossacos bombardearam os Majilis.

### Europa
Durante essa época, a Rússia também seguiu uma política de expansão para o oeste. Após a derrota na Guerra da Finlândia e a assinatura do Tratado de Hamina em 17 de setembro de 1809, a metade oriental da Suécia, a área que então se tornou a Finlândia, foi incorporada ao Império Russo como um grão-ducado autônomo. No entanto, a política de russificação da Finlândia visava limitar o status especial do Grão-Ducado da Finlândia e, possivelmente, o término de sua autonomia política e singularidade cultural. Políticas semelhantes também foram adotadas na Ucrânia e na Bielorrússia.
Após a Guerra Russo-Turca (1806-1812) e do subsequente Tratado de Bucareste, as partes orientais do Principado da Moldávia, um estado vassalo otomano, e algumas áreas anteriormente sob domínio direto otomano, ficaram sob o domínio domínio do Império Russo. No Congresso de Viena (1815), a Rússia ganhou soberania sobre a Polônia do Congresso, que no papel era um reino autônomo em união pessoal com a Rússia. No entanto, os imperadores russos geralmente desconsideravam quaisquer restrições ao seu poder. Era, portanto, pouco mais que um estado-fantoche. A autonomia foi severamente reduzida após revoltas em 1830-1831 e 1863, quando o país passou a ser governado por vice-reis e, posteriormente, dividido em governadorias.

### Expansão ultramarina russa
A expansão para o leste foi seguida pela colonização russa da América do Norte através do Oceano Pacífico. Os promyshlenniki (caçadores) russos  desenvolveram rapidamente o comércio marítimo de peles, que instigou vários conflitos entre os aleútes e os russos na década de 1760. No final da década de 1780, as relações comerciais foram abertas com os tlingits e, em 1799, a Companhia Russo-Americana foi formada para monopolizar o comércio de peles, servindo também como um veículo imperialista para a russificação dos nativos do Alasca.
O Império Russo também adquiriu a ilha de Sacalina, que foi transformada em uma das maiores colônias prisionais da história. Inicialmente, as incursões marítimas russas nas águas ao redor de Hokkaido começaram no final do século XVIII, estimulando o Japão a mapear e explorar os arredores da ilha ao norte. Sacalina foi habitada por povos indígenas, incluindo Ainu, Orok e Nivkh, apesar da ilha pagar nominalmente tributo à Dinastia Qing. Depois que a Rússia adquiriu a Manchúria dos Qing no Tratado de Aigun de 1858, eles também adquiriram dos Qing uma reivindicação nominal de Sacalina através do estreito. Com o Tratado de Shimoda de 1855, uma colônia de colonização conjunta de russos e japoneses foi temporariamente criada, apesar dos conflitos. No entanto, com o Tratado de São Petersburgo de 1875, o Império Russo recebeu Sacalina em troca do Japão ganhar as Ilhas Curilas.
As colônias russas mais distantes estavam em Forte Elizabeth e Fort Alexander, fortalezas russas nas ilhas havaianas, construídas no início do século XIX pela Companhia Russo-Americana, bem como em Sagallo, uma breve colônia russa estabelecida em 1889 no Golfo de Tadjoura, na Somalilândia Francesa (atual Djibuti). O assentamento mais ao sul estabelecido na América do Norte foi em Fort Ross, na Califórnia.

## Imperialismo soviético

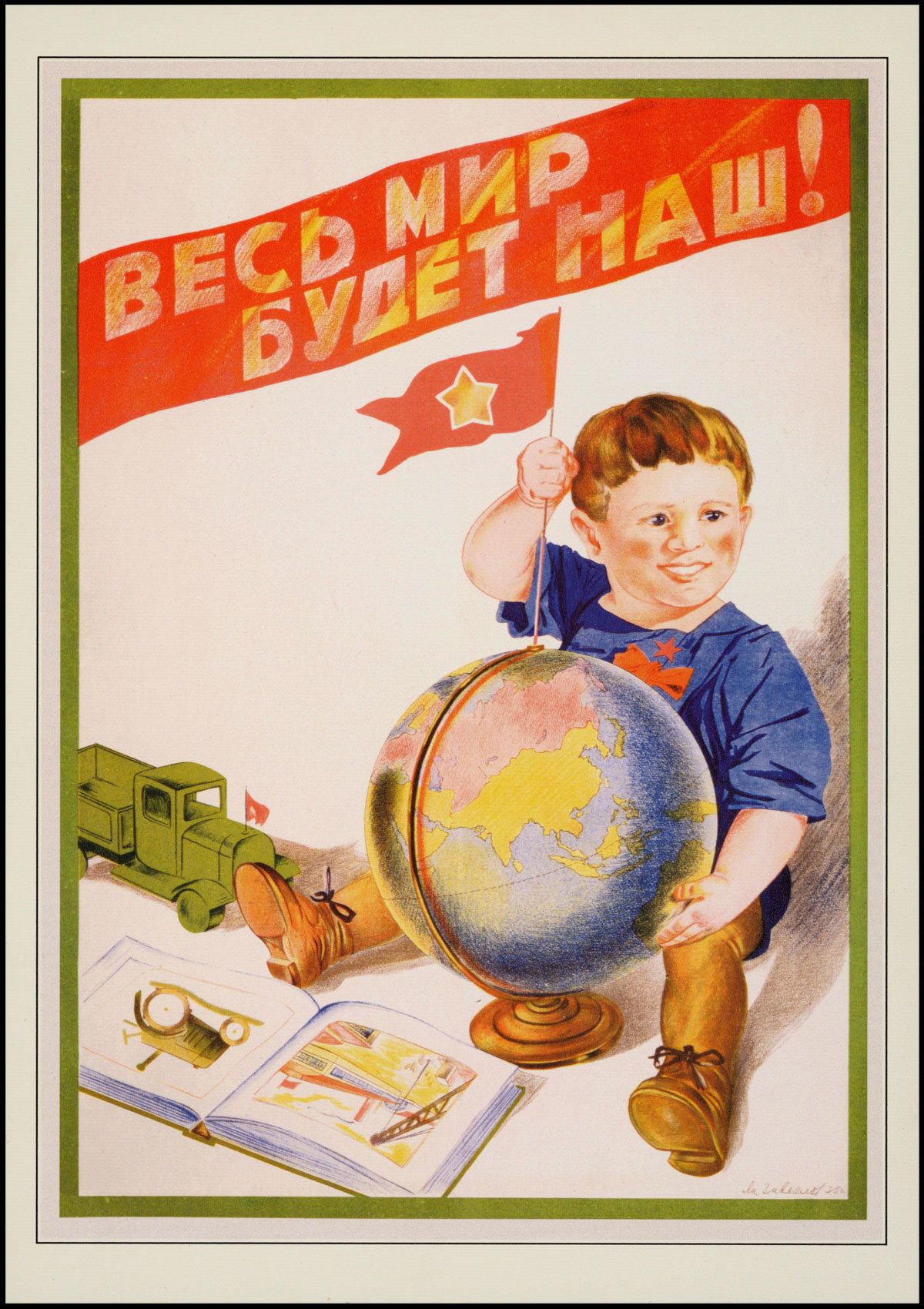
Pôster soviético da era stalinista com a inscrição "O mundo todo será nosso!".

Embora a União Soviética se declarasse anti-imperialista, exibia tendências comuns aos impérios históricos. Este argumento é tradicionalmente tido como originado no livro de Richard Pipes, The Formation of the Soviet Union (1954). Vários estudiosos, como Seweryn Bialer, sustentam que a União Soviética era uma entidade híbrida que continha elementos comuns a impérios multinacionais e Estados-nação. Também foi argumentado que a União Soviética praticou um colonialismo semelhante aos poderes imperiais convencionais. Os maoístas argumentaram que a própria União Soviética havia se tornado uma potência imperialista enquanto mantinha uma fachada socialista, ou imperialismo social.

### Ideologia imperial soviética
A ideologia soviética continuou o messianismo do pan-eslavismo que colocava a Rússia como uma nação especial. Enquanto o internacionalismo proletário foi originalmente abraçado pelo PCUS durante sua tomada do poder na Revolução Russa, após a formação da União Soviética, os proponentes marxistas do internacionalismo sugeriram que o país poderia ser usado como uma "pátria do comunismo" da qual a revolução poderia ser espalhada por todo o mundo. Josef Stalin e Nikolai Bukharin encorajaram essa virada para o comunismo nacional em 1924, afastando-se da posição marxista clássica do socialismo global. De acordo com Alexander Wendt, isso "evoluiu para uma ideologia de controle em vez de revolução sob a rubrica do internacionalismo socialista" dentro da União Soviética.
Sob Leonid Brejnev, a política de "socialismo desenvolvido" declarou a União Soviética como o "país" socialista mais completo (outros países eram "socialistas", mas a URSS era "socialista desenvolvida") explicando seu papel dominante e hegemonia sobre os outros países socialistas. Brejnev também formulou e implementou a intervencionista Doutrina Brejnev, permitindo a invasão de outros países socialistas. Paralelamente, ele também implementou uma política de russificação cultural como parte do socialismo desenvolvido, na busca por um controle mais central. Essa era uma dimensão do imperialismo cultural soviético, que envolvia a sovietização da cultura e da educação às custas das tradições locais.

### Ásia Central
Os soviéticos prosseguiram com o colonialismo interno na Ásia Central. Da década de 1930 até a década de 1950, Josef Stalin ordenou transferências populacionais na União Soviética, deportando pessoas (muitas vezes nacionalidades inteiras) para áreas remotas subpovoadas. As transferências do Cáucaso para a Ásia Central incluíram a deportação dos bálcaros, a deportação de chechenos e inguches, a deportação dos tártaros da Crimeia, a deportação dos carachais e a deportação dos turcos mesquécios. Muitos cidadãos soviéticos europeus e grande parte da indústria russa foram transferidos para o Cazaquistão durante a Segunda Guerra Mundial, quando os exércitos nazistas ameaçaram capturar todos os centros industriais europeus da União Soviética. Esses migrantes fundaram cidades mineiras que rapidamente se tornaram grandes centros industriais, como Karaganda, Dzhezkazgan, Temirtau e Ekibastuz. Em 1955, a cidade de Baikonur foi construída para sediar o Cosmódromo de Baikonur. Muitos outros russos chegaram nos anos de 1953 a 1965, durante a chamada Campanha das Terras Virgens. Ainda mais colonos chegaram no final dos anos 1960 e 1970, quando o governo pagou bônus aos trabalhadores que participavam de um programa para realocar a indústria soviética perto dos extensos depósitos de carvão, gás e petróleo da Ásia Central. Em 1979, os russos étnicos no Cazaquistão somavam cerca de 5.500.000, quase 40% da população total.

### Expansionismo soviético
Apesar do apoio inicial à autodeterminação, os bolcheviques reconquistaram a maior parte do Império Russo durante a Guerra Civil Russa.  A antiga República Socialista Federativa Soviética da Rússia anexou à força a República Popular da Crimeia (1918), a República de Aras (1919), Autonomia de Alash (1920), a República Popular Ucraniana e o Estado Ucraniano (1921), a Primeira República da Armênia (1920), a República Democrática do Azerbaijão (1920), a República Popular Bielorrussa (1919), o Emirado do Cáucaso do Norte (1920), a Ditadura Centrocaspiana (1918), a República Democrática da Geórgia (1921), a República Montanhosa do Norte do Cáucaso (1920), o Íngria do Norte (1920) e a República Democrática Federativa Transcaucasiana (1918).
De 1919 a 1927, os diplomatas da URSS prometeram revogar as concessões na China, mas os soviéticos mantiveram as concessões czaristas, como a Ferrovia Oriental Chinesa, como parte das negociações secretas de 1924-1925. Isso desempenhou um papel importante no Conflito Sino-Soviético de 1929. Os soviéticos venceram o conflito e reafirmaram seu controle sobre a ferrovia. Em 1952, a ferrovia foi devolvida.
Em 1939, a URSS entrou no Pacto Molotov-Ribbentrop com a Alemanha Nazista que continha um protocolo secreto que dividia Estônia, Finlândia, Letônia, Lituânia, Polônia e Romênia nas esferas de influência alemã e soviética. A Polônia Oriental, Letônia, Estônia, Finlândia e Bessarábia no norte da Romênia foram reconhecidas como partes da esfera de influência soviética. A Lituânia foi incluída em um segundo protocolo secreto em setembro de 1939.
A URSS invadiu as porções do leste da Polônia atribuídas a ela pelo Pacto Molotov-Ribbentrop duas semanas após a invasão alemã no oeste da Polônia, seguida de coordenação com as forças alemãs na Polônia. Durante a ocupação da Polônia Oriental pela URSS, os soviéticos liquidaram o estado polonês, e uma reunião entre alemães e soviéticos abordou a futura estrutura da "região polonesa". As autoridades soviéticas iniciaram imediatamente uma campanha de sovietização das áreas recém-anexadas pelos soviéticos.
Em 1939, a URSS tentou sem sucesso invadir a Finlândia. Após o ocorrido, as partes firmaram um tratado de paz provisório, concedendo à URSS a região oriental da Carélia (10% do território finlandês), e a República Socialista Soviética Carelo-Finlandesa foi estabelecida pela fusão dos territórios cedidos com a República Socialista Soviética Autônoma da Carélia. Após um ultimato soviético de junho de 1940 exigindo a Bessarábia, o norte da Bucovina e a região de Herța da Romênia, os soviéticos entraram nessas áreas e a Romênia cedeu às demandas soviéticas, permitindo que eles (os soviéticos) ocupassem os territórios.
Em setembro e outubro de 1939, o governo soviético obrigou os Estados Bálticos a concluírem acordos de assistência mútua que davam aos soviéticos o direito de estabelecer bases militares em seu território. Após a invasão do Exército Vermelho em 1940, as autoridades soviéticas obrigaram os governos bálticos a renunciar. Sob a supervisão soviética, novos governos fantoches comunistas organizaram eleições fraudulentas com resultados falsificados. Pouco tempo depois, as recém-eleitas "assembleias populares" aprovaram resoluções solicitando a admissão na URSS. Após a invasão em 1940, as repressões seguiram com as deportações em massa realizadas pelos soviéticos.
Ao fim da Segunda Guerra Mundial, a URSS também já havia anexado a Transcarpátia, a Tuva, a Prússia Oriental (atual Oblast de Kaliningrado), o Território de Memel e as Ilhas Curilas e o sul da Sacalina. Também nesse período, a maioria dos países da Europa Central e Oriental foram ocupados pela URSS e ficaram conhecidos como "colônias europeias". Apesar de permanecerem independentes, suas políticas militares, externas e domésticas eram dominadas pela URSS. Entre os estados satélites soviéticos na Europa estavam: a República Popular da Albânia (1946-1961), a República Popular da Polônia (1947-1989), a República Popular da Bulgária (1946-1990), a República Socialista da Romênia (1947-1965), a República Socialista da Tchecoslováquia (1948–1989), a República Democrática Alemã (1949-1990), a República Popular da Hungria (1949-1989), e a República Socialista Federativa da Iugoslávia (1945-1948).
A extinta República Democrática do Afeganistão também pode ser considerada um satélite soviético, uma vez que de 1978 a 1991, o governo central em Cabul esteve alinhado com o Bloco do Leste e foi diretamente apoiado pelos militares soviéticos entre 1979 e 1989. A República Popular da Mongólia também foi um satélite soviético de 1924 a 1991. Outros estados satélites soviéticos asiáticos incluíam a República Soviética Chinesa na província de Jiangxi, a República Popular de Tuva e a República do Turquestão Oriental.